# 재물보
《재물보》(才物譜)는 조선 후기의 학자 이만영이 1798년에 지은 유서(類書), 즉 일종의 백과사전이다. 항목마다 출전을 철저히 달았으며, 많은 항목을 상세하게 싣고 여러 이본이 전해져 당대에 인기가 높은 책이었음을 짐작할 수 있다. 현재 서울대학교 규장각, 국립중앙도서관, 한국학중앙연구원 장서각 등에서 소장하고 있다.
재물보의 구성은 총 8권 4책으로 되어 있다. 제1권은 태극(太極), 천보(天譜), 지보(地譜) 편으로 하늘과 땅의 이치, 조선 내외의 지리를 다루었다. 제2권부터 5권까지는 인보(人譜) 편으로 인간의 신체와 사람살이를 다루었다. 제6권부터 8권까지는 물보(物譜) 편으로 의복, 동식물, 음식 등을 다루었다.